# Districtul Senangkhanikhom
Senangkhanikhom (în thailandeză เสนางคนิคม) este un district (Amphoe) din provincia Amnat Charoen, Thailanda, cu o populație de 40.188 de locuitori și o suprafață de 526,0 km².

## Componență
Districtul este subdivizat în 6 subdistricte (tambon), care sunt subdivizate în 58 de sate (muban).
| Nr. | Nume            | În thailandeză | Sate | Locuitori |  |
| --- | --------------- | -------------- | ---- | --------- |  |
| 1.  | Senangkhanikhom | เสนางคนิคม      | 15   | 12,095    |  |
| 2.  | Phon Thong      | โพนทอง         | 10   | 5,432     |  |
| 3.  | Rai Si Suk      | ไร่สีสุก          | 9    | 5,266     |  |
| 4.  | Na Wiang        | นาเวียง         | 9    | 6,651     |  |
| 5.  | Nong Hai        | หนองไฮ         | 9    | 6,499     |  |
| 6.  | Nong Sam Si     | หนองสามสี       | 6    | 4,245     |  |